# Nyker Pastorat
Nyker Pastorat er et pastorat i Bornholms Provsti (Københavns Stift). Pastoratet ligger i Bornholms Regionskommune (Region Hovedstaden). I Nyker Pastorat ligger Nyker Sogn.